# Aerangis mystacidii
Aerangis mystacidii är en orkidéart som först beskrevs av Heinrich Gustav Reichenbach, och fick sitt nu gällande namn av Rudolf Schlechter. Aerangis mystacidii ingår i släktet Aerangis och familjen orkidéer. Inga underarter finns listade i Catalogue of Life.